# Czworaczki Genain
Czworaczki Genain (ur. 1930) – czwórka czworaczków monozygotycznych, u których rozpoznano schizofrenię przed ukończeniem 24. roku życia. Prawdopodobieństwo wystąpienia schizofrenii u czworaczków monozygotycznych szacuje się na 1:1,5 miliarda urodzeń; z tego względu siostry Genain stanowiły przedmiot zainteresowania naukowców i wielokrotnie były poddawane badaniom mającym określić udział czynników genetycznych i rodzinnych w rozwoju schizofrenii. Genain jest pseudonimem, pochodzącym od γεν-, oznaczającego urodzenie lub gen oraz od greckiego przymiotnika αἶνος (straszny). Imiona sióstr podawane w publikacjach również są pseudonimami, mającymi ochronić prywatność bliźniaczek: pierwsze litery imion Nora, Iris, Myra i Hester tworzą akronim National Institute of Mental Health, gdzie przeprowadzono pierwsze badania.
Badania sióstr prowadzono w NIMH w Bethesdzie przez zespół Davida Rosenthala. Wyniki badań psychologicznych i fizjologicznych przeprowadzanych w latach 50. przedstawiono w postaci monografii. Już wtedy zauważono, że przebieg schizofrenii u sióstr jest bardzo odmienny. Badania kontrolne z lat 80. wykazały odmienną wrażliwość bliźniaczek na neuroleptyki, a także prawidłowy obraz tomografii komputerowej u wszystkich sióstr. Kolejne badania przeprowadzono w latach 1992, 1997, 1998 i 2000.